# Vince Matthews
Vince Matthews (eigentlich Vincent Edward Matthews; * 16. Dezember 1947 in New York City) ist ein ehemaliger US-amerikanischer Leichtathlet und Olympiasieger.
Matthews war in den 1960er und Anfang der 1970er Jahre einer der stärksten Läufer über 400 Meter und in einer dauerhaften Rivalität mit dem späteren Olympiasieger Lee Evans. Diese zwei trafen schon als Teenager aufeinander, duellierten sich 1967 in den AAU-Meisterschaften und in den Panamerikanischen Spielen. Bei einem Vorbereitungstraining zwei Wochen vor den Olympic Trials 1968 stellte Matthews mit 44,4 s einen neuen Weltrekord über 400 Meter auf, der allerdings nicht anerkannt wurde, da er Bürstenschuhe des Sportartikelherstellers Puma mit unerlaubten Spikes benutzt hatte. In der eigentlichen Olympiaqualifikation wurde er von drei Läufern geschlagen, von Lee Evans, Larry James und Ron Freeman.
Bei den Olympischen Spielen 1968 in Mexiko-Stadt gewann er die Goldmedaille in der 4-mal-400-Meter-Staffel zusammen mit seinen Teamkollegen Ron Freeman, Larry James und Lee Evans vor den Teams aus Kenia (Silber) und Deutschland-West (Bronze). Der von diesen vier Läufern aufgestellte Staffelweltrekord von 2:56,1 min wurde erst 1992 unterboten. Nach Mexiko gab Matthews die Leichtathletik auf, heiratete und ging seiner Arbeit nach. Er fand jedoch zum Sport zurück, und bei den US-Trials belegte er den dritten Platz über 400 Meter. 
Bei den Olympischen Spielen 1972 in München war er in Hochform und gewann die Goldmedaille vor dem anderen US-Amerikaner Wayne Collett (Silber) und dem Kenianer Julius Sang (Bronze). Bei der Zeremonie der Siegerehrung und dem Abspielen der US-Nationalhymne redeten und feixten Matthews und Collett miteinander, gemeinsam auf der obersten Stufe des Siegerpodests stehend. Viele Zuschauer, die Matthews nach seinem Lauf noch mit Beifall bedacht hatten, pfiffen aufgrund des aus ihrer Sicht respektlosen und unwürdigen Verhaltens. Da Collett beim Verlassen des Stadions die rechte Faust gehoben hatte und die schwarzen Anhänger auf den Rängen diese Geste erwidert hatten, wurde vermutet, beide Athleten haben für Black Power demonstrieren wollen wie 1968 Tommie Smith und John Carlos, die damit gegen die Diskriminierung der afroamerikanischen Bevölkerung protestierten. Matthews und Collett bestritten zwar diese Absicht und Matthews erklärte sein Verhalten mit aufgestauter Auflehnung gegen ertragene Ungerechtigkeiten, da er als Olympiasieger von Mexiko habe kämpfen müssen, um wieder ins amerikanische Olympiateam zu kommen und eine Leichtathletikfachzeitschrift in der Heimat ihn in einer Olympiaprognose nur auf dem sechsten Platz eingestuft habe. Beiden Sportlern wurde vom IOC jede weitere Teilnahme an den Olympischen Spielen verboten. Dies führte dazu, dass die US-Mannschaft nicht mehr genug Läufer hatte, um an der 4-mal-400-Meter-Staffel teilzunehmen, und die Stafette zurückziehen musste. Sowohl Matthews als auch Collett gaben später zu, dass sie sehr wohl für die Rechte der schwarzen Amerikaner demonstriert hatten.